# Kanał Niesulicki
Kanał Niesulicki – kanał wodny w województwie lubuskim, mający swój początek na północnych krańcach jeziora Niesłysz oraz ujście do kanału łączącego jeziora Goszcza i Lubie w Nowej Wiosce. Kanał zbudowany na przełomie 1936/1937 roku, poprzez wykorzystanie naturalnego obniżenia terenu pomiędzy jeziorem Niesłysz a jeziorami Lubie i Goszcza jako jeden z elementów Międzyrzeckiego Rejonu Umocnionego.
Kanał nie stanowi jednolitego ciągu wodnego, gdyż składa się z trzech odrębnych fragmentów. Pierwszy fragment ok. 2 km biegnie do jeziora Niesłysz do wsi Mostki (701), drugi ok. 500-metrowy fragment znajduje się na wschód od Mostek i kończy się na nasypie linii kolejowej nr 3 (702). Najdłuższy fragment ok. 4,5 km ciągnie się od nasypu kolejowego, aż do ujścia w kanale łączącym jeziora Goszcza i Lubie (703/704).
Państwowy rejestr nazw geograficznych jako początek biegu Kanału Niesulickiego uznaje wododział w okolicy wsi Mostki, a za jego ujście wpływ do jeziora Paklicko Wielkie. Na Mapie Podziału Hydrograficznego Polski fragmenty Kanału Niesulickiego na południe i zachód od Mostek są częścią Ołoboku, a najdłuższy odcinek jest uznany za górny bieg Paklicy. W związku z tym jest częścią jednolitej części wód powierzchniowych „Paklica”.
Do 1945 roku Kanał Niesulicki z racji posiadanej funkcji obronno-fortecznej nie posiadał jednolitej nazwy, jego poszczególne fragmenty nosiły nazwę kanału taktycznego nr 701-704.
W styczniu 1945 roku, najdłuższy odcinek kanału położony na północ od Mostek, uniemożliwił 8 KZmech Armii Czerwonej obejście z marszu umocnień MRU, dowódca oddziału widząc przed sobą przeszkodę wodną, obawiał się pułapki i postanowił zawrócić wojsko w kierunku Świebodzina.